# Catherine de Bar

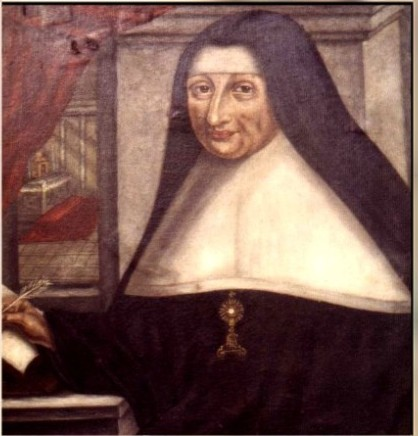
Catherine de Bar

Catherine de Bar (Saint-Dié, 31 december 1614 — Parijs, 6 april 1698), ook bekend onder haar kloosternaam Mechtildis van het Heilig Sacrament, was een Franse kloosterlinge, benedictines en stichteres van de Benedictinessen van de altijddurende aanbidding van het Allerheiligst Sacrament. 
Met 17 jaar trad De Bar in bij de annunciaten in Bruyères en werd er al met 19 jaar moeder-overste. Als gevolg van oprukkende troepen tijdens de Dertigjarige Oorlog in 1635 vluchtten de monialen naar Commercy en kwamen vervolgens terecht bij de Benedictinessen van Rambervillers. In Rambersvillers trad Catherine de Bar van de annunciaten over tot de Benedictinessen. Op 2 juli 1639 werd ze novice en op 11 juli 1640 werd ze geprofest. Bij die gelegenheid nam ze haar kloosternaam Mechtildis van het Heilig Sacrament aan. 
Wederom op de vlucht voor oorlogsgeweld kwam Catherine in 1651 aan in Parijs. Hier stichtte zij op 25 maart 1653 de Benedictinessen van de Eeuwigdurende Aanbidding van het Allerheiligst Sacrament. Op die dag werden de klooster- en kerkgebouwen ingewijd. Al op 20 september 1690 ontving zij pauselijke goedkeuring voor haar stichting van paus Alexander VII. De nieuwe tak van de benedictijnse familie groeide sterk. In 1698, het overlijdensjaar van Catherine de Bar, was de congregatie behalve in Frankrijk, ook gevestigd in Polen, Italië, het Duitse Rijk en de Lage Landen. 
Literatuur
Teksten van haarzelf
- Mechtildis van het H. Sacrament, De Ware Geest, ingel. en vert. door P. Penning de Vries, SJ, Tegelen: Priorij Nazareth, 19822
- Benedictinessen van de altijddurende Aanbidding van het heilig Sacrament, red., Brieven van geestelijke begeleiding en vriendschap. Moeder Mechtildis van het heilig Sacrament aan de gravin de Châteauvieux, Uitgegeven bij gelegenheid van het derde eeuwfeest van het overlijden van Moeder Mechtildis, 6 april 1698, Tegelen: Priorij Nazareth, 1997
- Benedictinessen van de altijddurende Aanbidding van het heilig Sacrament, red., De Bron begint te zingen. Gedachten van Moeder Mechtildis van het heilig Sacrament Catherine de Bar, Tegelen: Priorij Nazareth, 1997

Teksten over haar
- P. Penning de Vries, SJ, Moeder Mechtildis van het heilig Sacrament, Tegelen: Priorij Nazareth/Oude Munt, 1976
- Mère M. Véronique Andral, Geestelijke levensweg van Catherine de Bar, Moeder Mechtildis van het Heilig Sacrament 1614-1698, Tegelen: Priorij Nazareth/Oude Munt, 2021

Voetnoten